# Saint-Just-sur-Dive
Saint-Just-sur-Dive är en kommun i departementet Maine-et-Loire i regionen Pays de la Loire i nordvästra Frankrike. Kommunen ligger i kantonen Montreuil-Bellay som tillhör arrondissementet Saumur. År 2022 hade Saint-Just-sur-Dive 386 invånare.

## Befolkningsutveckling
Antalet invånare i kommunen Saint-Just-sur-Dive
| Referens: INSEE |